# Thlaspidula
Thlaspidula es un género de escarabajos  de la familia Chrysomelidae. En 1901 Spaeth describió el género. Contiene las siguientes especies:
- Thlaspidula fimbriata Spaeth, 1901
- Thlaspidula muelleri (Spaeth, 1903)
- Thlaspidula riedeli Borowiec & Swietojanska, 2001